# Speleologia

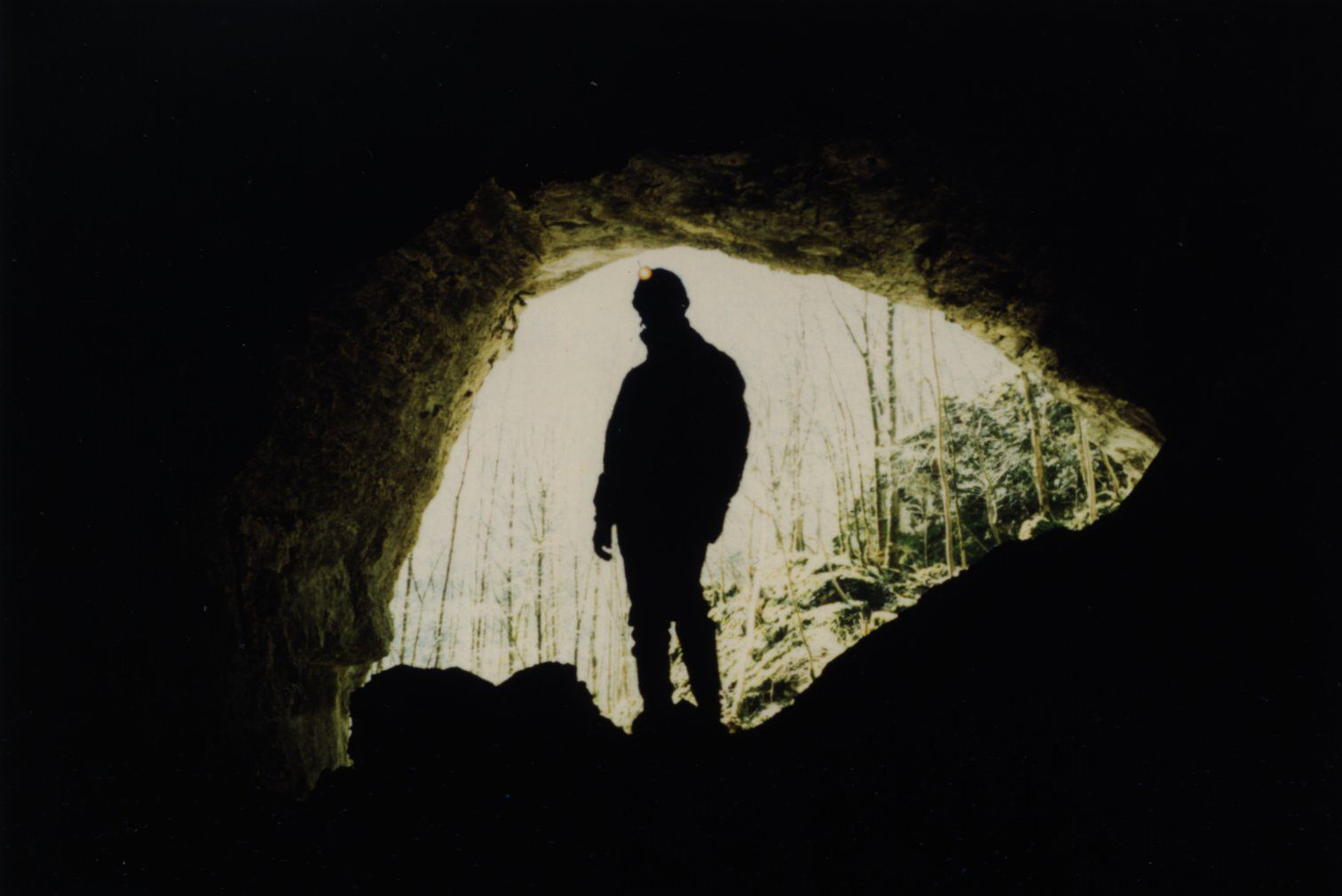
Grotołaz w jaskini Faux-Monayeurs

Speleologia (łac. spelaeum z stgr. σπήλαιον „jaskinia” i -λογία od λόγος „mowa, nauka”) – nauka o jaskiniach. Przedmiotami  zainteresowania speleologii są m.in.: geneza i rozwój jaskiń, cechy środowiska przyrodniczego jaskiń (mikroklimat, stosunki wodne, przyroda ożywiona – flora i fauna itp.), problemy ochrony i in. Jaskinie są również obiektem zainteresowania innych nauk, m.in.: geologii, hydrogeologii, paleontologii, archeologii, turyzmu. 
Mianem speleologii często określa się inne formy aktywności ludzkiej w jaskiniach, zwłaszcza o charakterze eksploracyjnym czy sportowym, np. alpinizm podziemny (alpinizm jaskiniowy), a osoby takie nazywa się grotołazami lub speleologami. 